# Selen Altunkulak
 (octobre 2024).
Selen Gül Altunkulak, née le 2 décembre 1997 à Valence, est une footballeuse internationale turque évoluant au poste d'attaquante au Toulouse FC.

## Biographie

### Carrière en club
Formée au FC Vendenheim, elle évolue au FC Metz pendant quatre saisons, puis a une courte expérience à l'Olympique de Marseille avant de rejoindre Rodez avec qui elle découvre l'élite du football féminin français.
Après deux saisons et demie du côté de Rodez, Selen Altunkulak change de club mais reste en Occitanie en rejoignant le Toulouse FC lors de la trêve hivernale de la saison 2022-2023.

#### Avec Toulouse FC (2023-)
Altunkulak dispute son premier match avec le Toulouse FC le 22 janvier 2023 en déplacement chez le FF Nîmes. Pour cette première apparition chez les Violettes, l'internationale turque s'offre un triplé.
Elle réalise un coup du chapeau le 26 février 2023 contre Albi à l'occasion de la 14e journée de D2.
Le 26 mars 2023 dans le cadre de la 17e journée, elle inscrit un triplé contre Grenoble, soit les trois buts qui donnent la victoire à son équipe.
Dans un match important pour le maintien, elle s'offre un doublé le 23 avril 2023 contre l'OM. Le match se termine sur un score de 4-4.
Elle inscrit les deux buts de la victoire (2-1) de son équipe la journée suivante à Clermont.
Ses performances avec le club toulousain lui ont valu d'être élue meilleure joueuse de la D2 de la saison lors de la cérémonie des Trophées de D1 Arkema 2022-2023.
Le 21 mai 2023, elle inscrit un quadruplé contre le FF Nîmes, lanterne rouge.
Elle boucle la saison sportive 2022-2023 en terminant meilleure buteuse de la D2 avec 20 buts en 12 matchs joués.

#### Saison 2023-2024
Toulouse rétrogradé dans la nouvelle D3, Selen Altunkulak prolonge d'une saison supplémentaire avec les Violettes. Après avoir disputé la première journée à Clermont, Selen ouvre son compteur de buts avec un doublé la journée suivante sur le terrain de l'US Colomiers. C'est elle qui inscrit les deux seuls buts de la rencontre. Elle récidive la journée suivante avec un doublé contre l'AS Cannes. Elle est décisive le match qui suit sur le terrain de la réserve de l'OL en marquant un des trois buts de son équipe contribuant à une victoire toulousaine. Le 29 octobre 2023, Selen marque un des sept buts du TFC face à Auch en marge de la finale régionale de la Coupe de France.

### Carrière internationale

#### Équipe de Turquie
Internationale turque depuis 2017, Selen Altunkulak participe entre autres aux éliminatoires de la Coupe du monde 2019 et marque quatre buts lors du tour préliminaire.

#### Équipe de France militaire
Selen Altunkulak est sélectionnée en équipe de France militaire pour prendre part à la Coupe du monde à Bunschoten-Spakenburg (Pays-Bas) du 27 juin 9 juillet 2023. La France est logée dans le groupe B aux côtés de la Tanzanie, de la Corée du sud et du Canada.
Elle s'offre un doublé lors du premier match contre la Tanzanie qui voit la France s'imposer 2-0. Les Bleues remportent le deuxième match face à la Corée du sud (2-1) avec une passe décisive d'Altunkulak. Selen qui, est ménagée le troisième match, inscrit un triplé en demi-finale contre les Pays-Bas. L'équipe de France s'incline en finale face aux Sud-Coréennes sur le score de 1-0. Selen termine meilleure buteuse de la compétition avec 5 buts.

## Palmarès
- FC Metz:
  - Division 2 féminine: Championne en 2018, vice-championne en 2016
- Rodez AF:
  - Division 2 féminine: Championne en 2022[18]

### Distinctions individuelles
- Meilleure joueuse de D2 : 2022-2023[19]
- Meilleure buteuse de D2 : 2022-2023 (20 buts)